# Francesco Rossi
Francesco Rossi (ur. 26 kwietnia 1966 w Turynie) – włoski florecista, srebrny medalista mistrzostw świata.
Na mistrzostwach świata w Essen w 1993 roku Włosi w składzie: Alessandro Puccini, Stefano Cerioni, Luca Vitalesta, Andrea Borella i Francesco Rossi zdobyli srebrny medal w zawodach drużynowych. Był to jedyny medal Rossiego wywalczony w zawodach tego cyklu.
Nigdy nie wziął udziału w igrzyskach olimpijskich.